# コーク・インダストリーズ
コーク・インダストリーズ（Koch Industries, Inc.）は、カンザス州ウィチタに拠点を置く石油、エネルギー、繊維、金融などを手掛ける、アメリカでカーギルに次ぐ巨大な売上高を誇る非上場の多国籍複合企業。創業以来、コーク家（コーク兄弟）が支配している。

## 子会社

### Arteva Europe S.a.r.l.
アルテヴァ・ヨーロッパはルクセンブルクに本社を置くコーク・インダストリーズの欧州における預金を管理することに特化した「内部銀行（自社銀行）」。

### Georgia-Pacific
ジョージア・パシフィックはアトランタに本社を置き「ブロウニー」、「エンジェル・ソフト」、「マルディグラ」、「キルト・ノーザン」、「ディクシィ」、「スパークル」、「ヴァニティ・フェア」などのブランドでで全米27州で事業を行っている紙パルプ会社。